# Ariptyelus kikuchii
Ariptyelus kikuchii är en insektsart som beskrevs av Matsumura 1942. Ariptyelus kikuchii ingår i släktet Ariptyelus och familjen spottstritar. Inga underarter finns listade i Catalogue of Life.